# Turis Fratyr
Turis Fratyr – jest pierwszym pełnym albumem muzycznym grupy Equilibrium. Wydany 14 lutego 2005.

## Lista utworów
1. "Turis Fratyr" – 00:34
2. "Wingthors Hammer" – 06:41
3. "Unter der Eiche" – 04:50
4. "Der Sturm" – 03:45
5. "Widars Hallen" – 08:16
6. "Met" – 02:23
7. "Heidalls Ruf" – 01:51
8. "Die Prophezeiung" – 05:18
9. "Nordheim" – 05:11
10. "Im Fackelschein" – 01:58
11. "Tote Heldensagen" – 09:10
12. "Wald der Freiheit" – 03:00
13. "Shingo Murata" – 05:29 (utwór dodatkowy)
14. "Nach dem Winter (z Demo 2003) – (04:46)

- dwie ostatnie ścieżki tylko na japońskiej edycji płyty

## Twórcy
- Helge Stang – wokal
- René Berthiaume – gitara elektryczna
- Andreas Völkl – gitara elektryczna
- Sandra Völkl – gitara basowa
- Julius Koblitzek – perkusja